# Travilla
Travilla (ur. 22 marca 1920 zm. 2 listopada 1990) – amerykański kostiumograf.

## Filmografia
- 1941: Fiesta
- 1944: Ever Since Venus
- 1950: Amerykańska partyzantka na Filipinach
- 1953: Kradzież na South Street
- 1960: Widok z tarasu
- 1967: Dolina lalek
- 1984: Tramwaj zwany pożądaniem

## Nagrody i nominacje
Został uhonorowany Oscarem.
i dwukrotnie nagrodą Emmy, a także trzykrotnie otrzymał nominację do Oscara i pięciokrotnie do nagrody Emmy.